# 麻雀 (电视剧)
《麻雀》，由中国大陆作家海飞的同名小说改编，金琛、周远舟执导的民国抗戰背景谍战剧，李易峰、周冬雨、張若昀、闞清子等主演，2016年9月在湖南卫视播出。

## 播出平台
| 頻道        | 所在     | 播出日期               | 播出時間               |
| ----------- | -------- | ---------------------- | ---------------------- |
| 湖南衛視    | 中国大陆 | 2016年9月5日－10月20日 | 晚间 金鹰独播剧场      |
| 安徽卫视    | 中国大陆 | 2016年10月19日         | 下午 海豚真情剧场      |
| 黑龙江卫视  | 中国大陆 | 2016年12月2日          | 晚间 中国龙黄金剧场    |
| 贵州卫视    | 中国大陆 | 2017年7月31日          | 下午剧场时段           |
| Astro全佳HD | 马来西亚 | 2017年2月1日－4月4日   | 高清大剧 19:00 - 20:00 |

## 剧情概述
1940年3月，汪伪政府宣布成立。侵华日军在上海大肆搜捕抗日志士，汪伪组建由前国军軍官毕忠良（張魯一飾）担任处长的“特别行动处”为虎作伥。一直潜伏在毕忠良身边、代号“麻雀”的中共党员陈深（李易峰飾），与组织暂时失去联系。
置身虎视狼顾的险境中，陈深偽裝成一個在上海灘賭博，在女人堆中打滾的不羈浪子形象，但實則信仰坚定，冒死营救上线“宰相”（李小冉飾）及抗日志士。毕忠良老奸巨猾，虽与救命恩人陈深“情同兄弟”，却对其产生怀疑，设重重陷阱步步紧逼。陳深因“宰相”是其哥哥的夫人，親嫂子，因此不顧一切想救出宰相，然而事與願違，宰相告訴陳深，不可以救她，否則潛伏在特別行動處的任務就徹底失敗。宰相牺牲后，陈深终于找到新上线“医生”并受命拿到日军代号为“归零”的重要作战计划。
陈深的昔日恋人徐碧城（周冬雨飾），兩者在黃埔軍校為師徒關係，徐与另一國民黨情报人员唐山海（張若昀飾）假扮夫妻潜伏进特别行动处，此時他們也接獲軍統的指令，要拿到歸零計畫，此計畫是日軍用來潛伏在軍統與中共的臥底，以便於戰爭失利後，能繼續為日軍效勞，徐碧城因個性不適合當一名特務，總是情緒用事，在多次行动中给陈深制造麻烦和危机。智计过人的陈深身处连环杀机之中，巧妙利用日本鬼子、汪伪分子等各派势力之间的微妙缝隙，而屢屢取得勝利，讓畢忠良與長官不懷疑自己是臥底。然而在軍統叛變的蘇三省（尹正飾），給予特別行動處，軍統刺殺小組颶風隊的情報，而使得軍統在上海勢力幾乎全軍覆沒。蘇三省喜愛李小男（闞清子飾），李小男卻鍾情於陳深，蘇三省積極想殺掉陳深、唐山海、徐碧城，認為他們就是中共臥底「麻雀」和軍統臥底「熟地黃」，但同时也付出了巨大的代价。陳深最终成功地获取“归零”计划，“归零”计划就藏在畢忠良的家裡，陳深用計謀終於拿到了“归零”计划，挫败了日本侵略者的阴谋。最後結局耐人尋味，徐碧城為了救陳深，而沒有到延安，而陳深因詐死，而沒有在上海與徐碧城會面，當徐碧城去找中共上線時，被中共交代另一項任務，即是用現有的身份繼續臥底在軍統，直到勝利的一天。

## 登場人物

### 主要角色
| 演員   | 角色   | 簡介 |
| 李易峰 | 陈 深  | 汪伪政府上海特工总部特别行动处第一队队长 总替别人剪头发的一名剃头匠，一直把想开一间剃头铺挂嘴边。 与毕忠良曾隶属国民党，是一同出生入死的好兄弟。 实际身份为中共特工，代号：“023、麻雀（第三任）”，受指示潜伏在他身边。 曾担任黄埔军校第十六期教官一职，与徐碧城亦是师徒，也是曾经的恋人，至今依旧深爱着她。 戰場上，救過畢忠良，並曾经开枪杀害小青年日军军员，因此落下了无法开枪的心理障碍。但也因此與畢忠良成為兄弟， 後結識從重慶來投靠的唐山海與徐碧城，與唐山海是亦敌亦友关系，多次出手替其解决被暴露身份之风险。 曾多次被毕忠良猜疑身份却被其机智巧妙的解除危机。 毕忠良因归零计划被盗取而被影佐扣留，被李默群指派担任特别行动处代理处长一职。 深知李小男对自己的情意却无法以同等的情感回应她，把她当成自己最亲的家人。 与徐碧城最终排除万难在一起，并介绍她加入中共组织，随他一起革命。俩人约定完成任务后于延安相见。 在刘兰芝生日会上发现毕忠良对于他们手握妞妞相片有异常反应，后与扁头、皮蛋等人在行动处制造混乱使调虎离山之计，最终在妞妞相片后找到大家找寻许久的“归零计划”。 后与毕忠良對峙时被其用枪打伤肩部，躲过瘸子的射杀、逃过李默群的追捕后引爆汽车詐死。最终去了延安向组织报到。 全剧剧终时，于国共内战前夕与春羊重返上海执行任务。 参见汪伪政府上海特工总部特别行动处 参见上海中共地下党 |
| 周冬雨 | 徐碧城 | 国民政府军统局行动处队长 军统特工 曾是黄埔军校第十六期的学生，与陈深曾经有过一段恋情，至今依旧深爱着他。 被上司戴笠安排“叛变”身份与唐山海伪装为夫妇，潜伏于汪伪特别行动处，成为毕忠良手下。 被李默群安排在特别行动处机要室当秘书。 与唐山海共用代号：“熟地黄”。 李默群表外甥女。 因其情緒易激動，感情用事，常常壞了大局，又因長相溫柔，畢忠良稱他如兔子般，不會讓人信其為長得像兔子的特工。唐山海死后，一心只想报复蘇三省。失手后差点被其抓获，所幸陶大春及时出手相救得以逃脱。 与陈深最终排除万难在一起，经陈深介绍加入中共组织，并约定完成任务后于延安相见，但被陶大春阻止。 为掩护陈深逃脱李默群追捕而射杀刘二宝，遭围捕后被陶大春救下。 得知陈深未死，本想去延安与陈深相见，但受中共上级“马头熊”委派，深度潜伏于军统。 全剧剧终时，任职保密局行动处队长，带队执行任务时发觉陈深重返上海，却无法明言，相爱不能相认。 参见汪伪政府上海特工总部特别行动处 参见国民政府军统局机要处 参见上海中共地下党 |
| 张鲁一 | 毕忠良 | 汪伪政府上海特工总部特别行动处处长 曾是国军军官，后叛变。 为人狡猾，性格多疑，与陈深是出生入死的兄弟。 对陈深宠爱有加却又时刻怀疑他 处处疼惜太太刘兰芝，在家是个总听太太话的好老公。 在行动处养了一只大狼狗，名叫阿四。 因再次怀疑陈深身份而联手苏三省执行假“回家计划”时候，苏三省私心下令让瘸子射伤前去营救皮皮的刘兰芝，联手李默群向影佐报告，把中共份子罪名栽赃于苏三省身上。 把大家找寻许久的“归零计划”藏在爱女妞妞的相片后。 发觉陈深身份是麻雀后，将其肩部打伤。最终为救刘兰芝而被瘸子击毙。 参见汪伪政府上海特工总部特别行动处 |
| 张若昀 | 唐山海 | 国民政府军统局机要处主任 国军上校，也是特工，与徐碧城共用代号：“熟地黄”。 被上司戴笠安排“叛变”身份与徐碧城伪装为夫妇，潜伏于汪伪特别行动处，成为毕忠良手下。 被毕忠良安排担任汪伪政府上海特工总部特别行动处第二队队长。 與陳深是亦敵亦友的关系。 虽是徐碧城名义上的丈夫，却深爱着她。 为了日军归零计划而接近柳美娜。 因苏三省的巧妙安排使其落入陷阱，卧底身份曝光。假意挟持陈深却被毕忠良开枪射中腹部，被捕后判处死刑，被蘇三省用鏟子打死。 参见汪伪政府上海特工总部特别行动处 参见国民政府军统局机要处 |
| 阚清子 | 李小男 | 电影公司女演员 刘兰芝结拜姐妹，陈深名义上的未婚妻。喜欢周璇的歌。 实际身份为中共女特工，代号：“医生，麻雀（第二任）”，亦是上海中共地下党交通站领导。 是陈深的上线，同时也深爱着他。 多次在陈深、徐碧城、唐山海快曝露身份的时候，默默帮他们打掩护。 深知苏三省喜欢自己，却不愿给予其任何假希望。 为帮助陈深掩护陶大春，受刀伤。 杜欢乐经不起严刑拷打而供出“医生”行踪，导致其身份曝光，被陈深带队逮捕。 后遭毕忠良，刘二宝多次殴打逼供却不愿供出任何线索。 最终被苏三省击毙。 结局中被陈深提及是第二任麻雀。参见上海中共地下党 |
| 尹 正  | 苏三省 | 汪伪政府上海特工总部特别行动处第三队队长 东亚政治研究所所长 曾是军统上海区副区长，后叛投汪伪。 为人冷血变态、心狠手辣，喜欢李小男。 因加入行动处后贡献巨大，提供情报剿灭军统上海区有功，得到影佐将军嘉奖，被安排担任特别行动队第三队队长。 李默群心腹。 被李默群举荐，梅机关安排担任东亚政治研究所所长。 因李小男坚持选择陈深而不愿意多看自己一眼、多给自己一次机会，不惜一切代价想铲除陈深。 姐姐意外的牺牲让其越发丧心病狂。不惜利用毕忠良与“回家计划”想让陈深身份曝光，在营救皮皮时故意发出指令让瘸子射伤刘兰芝，后受伤逃跑 被毕忠良与李默群诬陷为中共份子追捕。 阴谋设计陈深失败后，被处以“犬刑”被叫阿四的狼狗給咬死。 参见汪伪政府上海特工总部特别行动处 |
| 李小冉 | 沈秋霞 | 上海中共地下党特派员 代号：“宰相、麻雀（第一任）”，同时亦是陈深的嫂子。 因深知毕忠良不为人知的秘密，在到达南京时候被毕忠良派去执行暗杀任务的瘸子开枪射死。 结局中被陈深提及是第一任麻雀。 参见上海中共地下党 |

#### 汪伪政府上海特工总部特别行动处
| 演員   | 角色   | 簡介 |
| 王劲松 | 李默群 | 汪伪政府特工总部主任 毕忠良，陈深之顶头上司，徐碧城之表舅。 安插徐碧城和唐山海在上海特别行动处就是为了牵制毕忠良。 苏三省剛加入特工總部時，李默群將其視为心腹。 安插刘二宝在毕忠良身边潜伏许久。 （原型參考自李士群和丁默邨） |
| 张鲁一 | 毕忠良 | 特别行动处处长 详见主要角色 |
| 李易峰 | 陈 深  | 特别行动处第一队队长 特别行动处代理处长 详见主要角色 参见上海中共地下党 |
| 张若昀 | 唐山海 | 特别行动处第二队队长 详见主要角色 参见国民政府军统局机要处 |
| 李国宏 | 伍志国 | 特别行动处第二队副队长 在同仁医院爆炸事件中身亡。 |
| 尹 正  | 苏三省 | 特别行动处第三队队长 详见主要角色 |
| 葛剑光 | 曾树   | 特别行动处第三队副队长 原为军统上海区区长，被苏三省出卖，带队剿灭上海区同僚，后被捕。 被捕后被策反，招出飓风队据点与成员名单，叛投汪伪。 被影佐将军安排担任特别行动处第三队副队长一职。 出卖苏三省后被陶大春射殺              |
| 史超   | 刘二宝 | 特别行动处特工 毕忠良心腹，实为李默群安插的眼线。最後，被徐碧城開槍打死。 |
| 杨政   | 扁头   | 特别行动处特工 陈深下属兼得力助手。 朱珠之夫。 参与营救李小男的计划。 |
| 季東燃 | 阿強   | 特別行動處特工 原劉二寶下屬，後變蘇三省下屬。 向劉二寶洩漏許多蘇三省掌握的情報。 後被蘇三省槍殺。 |
| 李飞   | 阿荣   | 特别行动处特工 |
| 王铭   | 阿达   | 特别行动处特工 |
| 张家铭 | 阿庆   | 特别行动处特工 |
| 周长青 | 阿威   | 特别行动处特工 苏三省下属，被其安排守住李小男。 |
| 刘珈彤 | 柳美娜 | 特别行动处档案室管理员 深爱唐山海，自知被其欺骗仍心甘情愿被其策反，帮忙盗取归零计划。 最终死在唐山海怀里。 |
| 朱敏   | 牛一平 | 特别行动处總務科科长 李默群是其表妹夫。 |
| 周冬雨 | 徐碧城 | 特别行动处机要室的秘书 详见主要角色 参见国民政府军统局机要处 |
| 闫益民 | 江医生 | 特别行动处医生 负责漕河泾监狱犯人的例行体检，与孙太太有私情。 |
| 陈冠宁 | 钱秘书 | 毕忠良的秘书 为救出徐碧城，被陈深连同陶大春设计陷害为内奸“熟地黄”身份，已被逮捕，带往梅机关。 |
| 冷海铭 | 孙秘书 | 李默群的秘书 後企圖射殺徐碧城被陶大春槍殺。 |

#### 上海中共地下党
| 演員   | 角色   | 簡介 |
| 李小冉 | 沈秋霞 | 上海中共地下党特派员 代号：“宰相”。 在结局中被陈深提及是第一任“麻雀”。 详见主要角色                                                                              |
| 李小冉 | 春羊   | 上海中共地下党特工 代号：“布谷鸟”。 是菜鸟情报特工，与“宰相”长的相似，剧终时随陈深来到上海执行任务。                                                             |
|        | 刘医生 | 李小男上线 |
| 阚清子 | 李小男 | 上海中共地下党交通站领导 上海中共地下党特工 代号：“医生”。 陈深之上线。 在结局中被陈深提及是第二任“麻雀” 详见主要角色                                            |
| 李易峰 | 陈 深  | 上海中共地下党特工 代号：“023”。 结局中提及是第三任“麻雀”。 详见主要角色 参见汪伪政府上海特工总部特别行动处                                                      |
| 李宏磊 | 安六三 | 上海中共地下党特工 不禁拷打，为保性命而供出“宰相”的行踪，最後，被畢處長給打死。                                                                                  |
|        | 杜欢乐 | 上海中共地下党交通站情报员 因军统重庆方面向行动处出卖情报以换取唐山海性命，与“医生”约好碰面时差点被抓。 后被苏三省逮捕，禁不住处里的严刑逼供，供出“医生”的行踪。 |
|        | 马头熊 | 上海中共地下党特工 徐碧城上线，告知陈深平安的讯息并传达让其深度潜伏于军统的指令。                                                                                |
| 周冬雨 | 徐碧城 | 上海中共地下党特工 受上线马头熊的指令，深度潜伏于军统。 详见主要角色 参见国民政府军统局机要处 参见汪伪政府上海特工总部特别行动处                                 |

#### 国民政府军统局机要处
| 演員   | 角色   | 簡介 |
| 张若昀 | 唐山海 | 国民政府军统局机要处主任 代号：“熟地黄” 详见主要角色 参见汪伪政府上海特工总部特别行动处 |
| 周冬雨 | 徐碧城 | 国民政府军统局机要处行动处队长 军统特工 代号：“熟地黄”（与唐山海共用代号） 在结局中，被中共特工陳深策反，加入中共成为特工，并且深度潜伏于军统内部。 详见主要角色 参见汪伪政府上海特工总部特别行动处 参见上海中共地下党 |
| 李梦洋 | 周丽   | 军统特工 曾就读黄埔军校，是陈深的学生，亦是徐碧城昔日的好朋友。 其丈夫是军统飓风队队员，吕明。 被汪伪行动处逮捕后移送漕河泾监狱，等候处决。                                                                            |
| 吴云飞 | 陶大春 | 军统飓风队队长 接受上司指令，暗杀汉奸。 唯一与唐山海接触的接头人，喜欢徐碧城。 军统上海区与飓风队被剿灭后唯一仅存的飓风队成员。 结局中，跟随徐碧城成为保密局行动处队员。                                               |
| 姜皓严 | 吕明   | 军统飓风队队员 接受上司指令，暗杀汉奸。 因担心并要解救妻子周丽而被毕忠良发现行踪，被捕。 因袭击押送的特工，被枪毙。 |

### 其他角色
| 演員   | 角色   | 簡介 |
| 王婉娟 | 刘兰芝 | 毕忠良妻子 乐做善事，总操心与担心毕忠良和陈深。 与李小男是结拜姐妹。 结局中，因深受丈夫为保护自己中枪而死与發現陈深是共党，雙重打击后，到教堂当修女。 |
| 应懿暄 | 陈东水 | 皮皮，沈秋霞之子，陈深侄儿。 从小在孤儿院長大，聋哑人，只能用哑语交流。 后跟随陈深到延安加入中共组织。                                                |
| 孙信宏 | 皮蛋   | 曾差点被日军杀死，因陈深搭救，保了一条性命。 留过洋的高才生，在福寿烟馆华老板底下谋职。实际身份是陈深的協力者。 后随陈深到延安。                      |
| 郭靖   | 汪老太 | 曾差点被日军杀死，因陈深搭救，保了一条性命。 实际身份是陈深的協力者。 后随陈深到延安。                                                                |
| 李重霄 | 田妹   | 曾差点被日军杀死，因陈深搭救，保了一条性命。 实际身份是陈深的協力者。 后随陈深到延安。                                                                |
| 李佳伟 | 老K    | 曾差点被日军杀死，因陈深搭救，保了一条性命。 实际身份是陈深的協力者。 后随陈深到延安。                                                                |
| 金玉倩 | 朱海燕 | 同仁医院护士 受过陈深的救助，是陈深的協力者。 |
| 李栋   | 楼队长 | 汪伪政府无锡特别行动处队长 接受指令协助陈深运送“宰相”前往南京政府。                                                                                   |
| 蔡夏杰 | 刘军   | 汪伪政府无锡特别行动队队员 接受指令协助陈深、毕忠良运送“宰相”前往南京政府。                                                                           |
| 郭芮溪 | 谢大班 | 米高梅歌厅领班 |
| 黎洛汐 | 丽丽   | 米高梅歌厅小姐 |
| 侯珊珊 | 凯茜   | 米高梅歌厅小姐 |
| 石洋子 | 朱珠   | 电影公司女演员 李小男之好友，扁头之妻。 与扁头参与营救李小男的计划。                                                                                  |
| 张大宝 | 吴龙   | 毕忠良的线人、华老板的手下。 被军统射杀。 |
| 吴映   | 李太太 | 李默群妻子。 |
| 钱佩怡 | 孙太太 | 孙秘书妻子，与江医生有私情。 |
| 俞庆   | 胖子   | 漕河泾监狱狱警 为人好赌，后被陶大春等人袭击杀害，把现场布置成畏罪自杀。                                                                               |
| 刘大为 | 影佐   | 日军梅机关司令 |
| 郁晓东 | 涩谷   | 日军梅机关宪兵队长 |
| 张萍娟 | 苏翠兰 | 苏三省姐姐 痛恨日军，不知道弟弟是汉奸身份。 后因得知弟弟是汉奸身份前往李小男被处决的地方，被毕忠良下令瘸子开枪击毙。                                  |
| 金龙   | 程青山 | 昌隆饭店老板，被蘇三省給找到，殺了他老婆，但孩子活了下來，與三省毆打中，被打死。                                                                      |
| 马克   | 瘸子   | 杀手 只听毕忠良指令，执行暗杀任务，射杀指定人物。 实为李默群安插的眼线，狙杀陈深时因刘兰芝阻挡视线误杀毕忠良，被陈深开枪射杀。                        |

## 電視劇歌曲
| 曲別              | 歌名     | 演唱者 | 作詞   | 作曲   | 编曲   |
| 麻雀原声OST(配乐) | -        | 神思者 | 神思者 | 神思者 | 神思者 |
| 片尾曲            | 飞       | 韩磊   | 谭旋   | 谭旋   | 薛峰   |
| 插曲              | 风中芭蕾 | 郁可唯 | 刘畅   | 谭旋   | 可可   |
| 插曲              | 迷途     | 张若昀 | 刘畅   | 谭旋   | 杨阳   |
| 插曲              | 爱情往事 | 宁桓宇 | 代岳东 | 谭旋   | 杨阳   |

## 制作
2015年8月1日于上海胜强影视基地开机，11月8日正式杀青。
曾担任《甄嬛传》、《芈月传》美术指导的陈浩忠担纲本剧美术总监，曾因在日本NHK纪录片《丝绸之路》《海上丝路》中担任作曲、编曲与演奏工作而声名鹊起的“神思者”乐队完成该剧配乐。
2016年8月25日在北京举行定档发布会，宣布于9月5日在湖南卫视播出。

### 成本
2015年5月28日，欢瑞世纪与千乘影视签订联合摄制合同，总投资8000万元，双方各占50%。2015年12月，欢瑞世纪将其全部权益以1.3亿元转让给千乘影视。而在9月尚未取得发行许可证时，本剧卫视独播权转让给湖南卫视，转让价款1.11亿元；网络独播权转让给腾讯，转让价款1.02亿元。
李易峰、周冬雨、李小冉、张鲁一片酬分别为2600万元、880万元、871.20万元、552.38万元，四位主演片酬接近5000万元。制片人钟聪海表示，演员片酬与制景造型、特效各占整个预算的1/3。

### 剧本争议
剧本中原有陈深狱中向李小男求婚的剧情，但陈深饰演者李易峰表示“但是我对这段有点疑义，我内心是觉得陈深是个有担当的人，如果已经给了碧城承诺，就不应该再向另一个女生求婚，所以讨论后在拍摄时就删了。”然而全剧杀青后，片方依旧“用了一些拍摄技巧”（使用替身）进行补拍。

### 角色分析
徐碧城饰演者周冬雨表示：“在拍摄过程中，我要塑造的就是一直犯错的角色，只有我那么笨，才能显得其他人那么聪明，为了突出这部戏的亮点，我愿意牺牲做绿叶，衬托其他角色的厉害之处。”

## 评价
《光明日报》：该剧以“麻雀”的意象贯穿全剧，可谓用意颇深。“麻雀”首先是潜伏在沦陷区上海汪伪政府特务机关的中共地下党员陈深的代号。这一名称，让人联想到抗日游击战中我军常用的“麻雀战术”，忽东忽西，忽聚忽散，目标小，速度快，行动灵活，让敌人无所寻觅，头疼不已。换句话说，这不正是剧中主角行踪游移、飘忽不定的象征吗？从另一个层面上讲，麻雀虽小，但生命力顽强。虽然可能偶有几只麻雀丧生于枪口之下，却有更多前仆后继，生生不息。剧中中共党员沈秋霞被捕后，望着铁窗外的麻雀，希望不绝，于是毅然赴死，也堪称对主题一次巧妙的回应。
有观众质疑剧中感情戏太多和大量回忆镜头有注水嫌疑，导演金琛回应：“感情戏是不是太多，取决于导演的拍摄能力，如果观众觉得太长，导演可能要承担一点原因，说明戏拍得不够好。好的感情戏是观众能接受的，这部戏加上感情部分会特别好。”“我们的编剧海飞老师就是原作者，他把中篇变成超长篇，加了几十条线索，跟原小说有巨大的区别，不能完全划而等之。回忆是担心中间有观众进来，对情节不了解，所以导读是时刻进行的，这个有争议，对我们下一次的创作也是一个建议。”
《人民日报海外版》：“唯祖国与信仰不可辜负”是《麻雀》希望传递给观众的精神信念。出品方此次大胆采用以青年演员为主的阵容，一方面是一次新的尝试与突破，另一方面也是为了更好地吸引年轻观众，作为文化和信仰的传承者，艺术工作者应该承担起自身的责任与使命。
《新周刊》副主编蒋方舟：和平年代下，现在的年轻人其实离炮火与战争很遥远，但看到剧中这样的场景依然会被感动。“原来很简单，有一个非常情感的东西——‘燃’，这是一个非常好非常准确的词，不是被时代召唤，是被内心的东西召唤，被原始的东西召唤，可以是一种原始的冲动，是政治的力量、善良的力量、忠诚的力量、专业的力量。
2016年11月19日，中国电视艺术委员会在北京主办了电视剧《麻雀》研讨会。国家新闻出版广电总局宣传司副司长、中国电视艺术委员会副主任王丹彦主持了会议，中国文艺评论家协会主席仲呈祥、中国电视艺术委员会副秘书长武桂林、中国传媒大学教授王伟国、清华大学影视传播中心主任尹鸿等近20位文艺评论界专家学者与《麻雀》出品人周之光、杜现朝、导演金琛、制片人李学政、监制祝亚东等主创人员共同探讨《麻雀》热播现象。全剧贯穿“唯祖国与信仰不可辜负”的核心理念，其叙事表达、人物塑造、价值呈现等方面的突破与创新获得了与会专家的高度认可，认为是谍战剧突破与创新的标杆。

## 奖项
| 日期           | 颁奖典礼                    | 奖项                      | 获奖者      |
| -------------- | --------------------------- | ------------------------- | ----------- |
| 2016年12月17日 | 凯迪拉克·2016中国年度新锐榜 | 年度电视剧                | 《麻雀》    |
| 2016年12月20日 | 2016国剧盛典                | 年度艺人                  | 李易峰      |
| 2016年12月20日 | 2016国剧盛典                | 塑造观众喜爱角色男/女演员 | 尹正/阚清子 |
| 2018年10月14日 | 第29届中国电视金鹰奖        | 观众喜爱的男演员          | 李易峰      |
| 2018年10月14日 | 第29届中国电视金鹰奖        | 最具人气男演员            | 李易峰      |

## 收视率
| 中国大陆 湖南卫视 首播收视率 |                |             |             |             |           |           |           |                                             |
| 集數                         | 播出日期       | CSM52城市网 | CSM52城市网 | CSM52城市网 | CSM全国网 | CSM全国网 | CSM全国网 | 備註                                        |
| 集數                         | 播出日期       | 收視率      | 收視份額    | 排名        | 收視率    | 收視份額  | 排名      | 備註                                        |
| 1-2                          | 2016年9月5日   | 0.946       | 2.94        | 4           | 1.03      | 3.29      | 1         |                                             |
| 3-4                          | 2016年9月6日   | 0.939       | 2.815       | 4           | 1.14      | 3.6       | 1         |                                             |
| 5-6                          | 2016年9月7日   | 1.411       | 4.527       | 1           | 1.53      | 5.09      | 1         |                                             |
| 7-8                          | 2016年9月8日   | 1.193       | 3.896       | 1           | 1.43      | 4.77      | 1         |                                             |
| 9                            | 2016年9月9日   | 1.081       | 3.49        | 2           | 1.21      | 3.85      | 1         |                                             |
| 10                           | 2016年9月10日  | 1.068       | 3.42        | 1           | 1.03      | 3.61      | 1         |                                             |
| 11                           | 2016年9月11日  | 1.07        | 3.44        | 2           | 1.32      | 4.27      | 1         |                                             |
| 12-13                        | 2016年9月12日  | 1.242       | 3.999       | 1           | 1.35      | 4.44      | 1         |                                             |
| 14-15                        | 2016年9月13日  | 1.367       | 4.408       | 1           | 1.36      | 4.48      | 1         |                                             |
| 16-17                        | 2016年9月14日  | 1.606       | 4.766       | 1           | 1.8       | 5.41      | 1         |                                             |
| 18                           | 2016年9月15日  | 1.049       | 3.419       | 1           | 1.34      | 4.23      | 1         |                                             |
| 19                           | 2016年9月16日  | 1.191       | 3.680       | 2           | 1.21      | 3.78      | 1         |                                             |
| 20                           | 2016年9月17日  | 1.175       | 3.612       | 1           | 1.16      | 3.62      | 1         |                                             |
| 21                           | 2016年9月18日  | 1.279       | 3.867       | 2           | 1.31      | 4         | 1         |                                             |
| 22-23                        | 2016年9月19日  | 1.656       | 5.093       | 1           | 1.68      | 5.50      | 1         |                                             |
| 24-25                        | 2016年9月20日  | 1.624       | 5.058       | 1           | 1.62      | 5.29      | 1         |                                             |
| 26-27                        | 2016年9月21日  | 1.487       | 4.665       | 1           | 1.59      | 5.23      | 1         |                                             |
| 28-29                        | 2016年9月22日  | 1.715       | 5.352       | 1           | 1.63      | 5.38      | 1         |                                             |
| 30                           | 2016年9月23日  | 1.357       | 4.319       | 1           | 1.37      | 4.25      | 1         |                                             |
| 31                           | 2016年9月24日  | 1.317       | 4.093       | 1           | 1.6       | 4.87      | 1         |                                             |
| 32                           | 2016年9月25日  | 1.487       | 4.429       | 1           | 1.65      | 4.95      | 1         |                                             |
| 33-34                        | 2016年9月26日  | 1.685       | 5.267       | 1           | 1.78      | 5.78      | 1         |                                             |
| 35-36                        | 2016年9月27日  | 1.845       | 5.745       | 1           | 1.98      | 6.34      | 1         |                                             |
| 37-38                        | 2016年9月28日  | 1.736       | 5.401       | 1           | 1.77      | 5.65      | 1         |                                             |
| 39-40                        | 2016年9月29日  | 1.939       | 5.97        | 1           | 1.98      | 6.37      | 1         |                                             |
| 41                           | 2016年9月30日  | 1.608       | 4.955       | 1           | 1.77      | 5.25      | 1         |                                             |
| 42                           | 2016年10月1日  | 1.623       | 5.391       | 1           | 2.08      | 6.36      | 1         |                                             |
| 43                           | 2016年10月2日  | 1.727       | 5.552       | 1           | 2.16      | 6.64      | 1         |                                             |
| 44-45                        | 2016年10月3日  | 2.182       | 6.959       | 1           | 2.52      | 8.12      | 1         |                                             |
| 46-47                        | 2016年10月4日  | 2.144       | 6.648       | 1           | 2.51      | 7.86      | 1         |                                             |
| 48-49                        | 2016年10月5日  | 2.199       | 6.705       | 1           | 2.35      | 7.45      | 1         |                                             |
| 50-51                        | 2016年10月6日  | 2.205       | 6.242       | 1           | 2.3       | 7.04      | 1         |                                             |
| 52                           | 2016年10月7日  | 1.740       | 4.922       | 1           | 1.89      | 5.50      | 1         |                                             |
| 53                           | 2016年10月8日  | 1.787       | 5.256       | 1           | 1.89      | 5.63      | 1         |                                             |
| 54                           | 2016年10月9日  | 2.106       | 6.157       | 1           | 2.04      | 6.10      | 1         |                                             |
| 55-56                        | 2016年10月10日 | 2.253       | 6.875       | 1           | 2.17      | 7.09      | 1         |                                             |
| 57-58                        | 2016年10月11日 | 2.118       | 6.362       | 1           | 2.27      | 7.31      | 1         |                                             |
| 59-60                        | 2016年10月12日 | 2.417       | 7.443       | 1           | 2.31      | 7.63      | 1         |                                             |
| 61-62                        | 2016年10月13日 | 2.438       | 7.453       | 1           | 2.49      | 8.03      | 1         |                                             |
| -                            | -              | -           | -           | -           | -         | -         | -         | 因转播金鹰节，停播三天                      |
| 63-64                        | 2016年10月17日 | 1.786       | 5.352       | 1           | 1.87      | 5.8       | 1         |                                             |
| 65-66                        | 2016年10月18日 | 2.036       | 5.99        | 1           | 2.16      | 6.57      | 1         |                                             |
| 67-68                        | 2016年10月19日 | 2.172       | 6.413       | 1           | 2.30      | 6.97      | 1         |                                             |
| 69                           | 2016年10月20日 | 2.486       | 7.326       | 1           | 2.35      | 7.59      | 1         | 20:40播出大结局 19:30播出红星照耀中国第一集 |
| 平均收視                     | 2016年10月20日 | 1.714       | 5.29        |             |           |           |           |                                             |

1. 数据由广视索福瑞提供，调查范围为四岁以上之观众。
2. 以上收视排名包括央视在内。
3. 资料来源：收视率排行

## 電視節目的變遷
| 中国大陆 湖南卫视 金鹰独播剧场 · 星期一至四 20:10 - 22:00 (兩集連播) · 星期五至日 19:30 - 20:10 | 中国大陆 湖南卫视 金鹰独播剧场 · 星期一至四 20:10 - 22:00 (兩集連播) · 星期五至日 19:30 - 20:10 | 中国大陆 湖南卫视 金鹰独播剧场 · 星期一至四 20:10 - 22:00 (兩集連播) · 星期五至日 19:30 - 20:10 |
| ----------------------------------------------------------------------------------------------- | ----------------------------------------------------------------------------------------------- | ----------------------------------------------------------------------------------------------- |
|                                                                                                 | 麻雀 （2016年9月5日－10月20日）                                                                 |                                                                                                 |
| 麻辣变形计 （2016年8月10日－9月4日）                                                            | 红星照耀中国 （2016年10月20日－11月6日）                                                        |                                                                                                 |

| 马来西亚 Astro全佳HD 高清大剧 · 星期一至日 19:00 - 20:00 · 2月11日因直播《2017湖南卫视元宵喜乐会》暂停播出一次。 · 2月25日因重播《歌手2017》暂停播出一次。 | 马来西亚 Astro全佳HD 高清大剧 · 星期一至日 19:00 - 20:00 · 2月11日因直播《2017湖南卫视元宵喜乐会》暂停播出一次。 · 2月25日因重播《歌手2017》暂停播出一次。 | 马来西亚 Astro全佳HD 高清大剧 · 星期一至日 19:00 - 20:00 · 2月11日因直播《2017湖南卫视元宵喜乐会》暂停播出一次。 · 2月25日因重播《歌手2017》暂停播出一次。 |
| --- | --- | --- |
| | 麻雀 （2017年2月1日 - 2017年4月4日） | |
| 秀丽江山之长歌行 （2016年11月23日 - 2017年1月31日） （星期一至五）                                                                                         | 三生三世十里桃花 (2017年4月5日 - 2017年6月1日) | |